# Младосоциалистическая партия
«Молодые социалисты» (швед. Ungsocialisterna) — социалистическая и анархистская организация в Швеции, сыгравшую ключевую роль в разрыве в 1908 году между шведским анархизмом и социал-демократией. «Молодые социалисты» стояли за созданием Младосоциалистической партии (Ungsocialistiska Partiet) и профсоюзной Центральной организации рабочих Швеции (Sveriges Arbetares Centralorganisation, SAC). Среди прочего, именно «Молодые социалисты» занимались изданием журнала «Brand». Организация просуществовала до конца 1960-х годов, уже под названием Анархическая федерация .

## История
В 1889 году была основана Социал-демократическая рабочая партия Швеции, а в 1897 году — её молодёжное крыло, Шведский социалистический союз молодёжи (Svenska Socialistiska Ungdomsförbunde), которая также называла себя «Молодыми социалистами» . На первом съезде в 1899 году присутствовали 15 делегатов из 8 клубов из городов Стокгольм, Гётеборг, Эскильстуна, Вестерос, Мальмё и Евле.

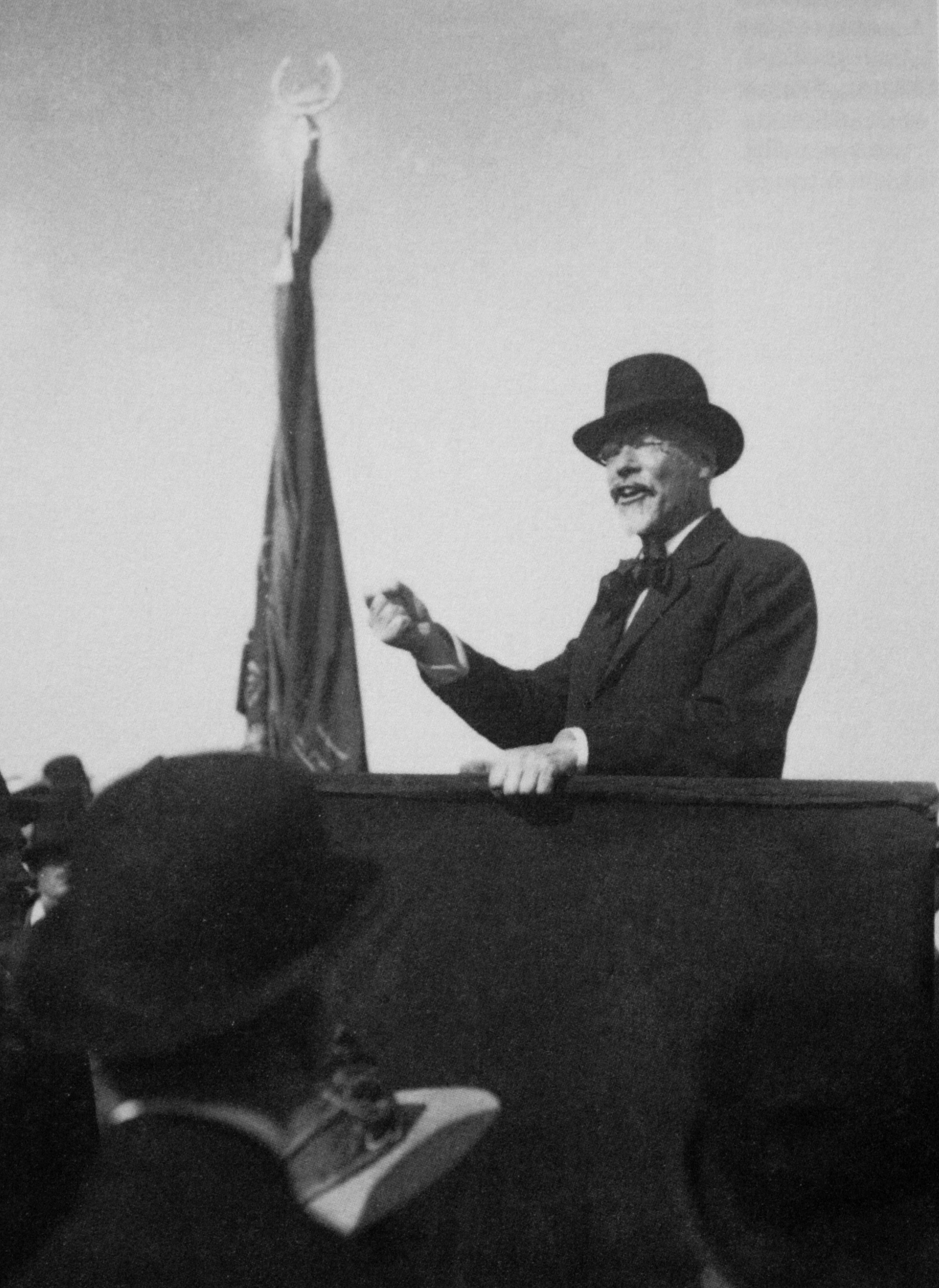
Хинке Бергегрен выступает с трибуны.

Внутри социал-демократического движения всё ещё велась борьба реформистского и революционного течений. В отличие от материнской партии, «Молодые социалисты» двигались в революционном направлении. Поэтому руководство партии взяло курс на изоляцию молодёжной организации. На конференции 1903 года вокруг Клуба Мальмё была создана новая организация — Социал-демократический союз молодёжи (Socialdemokratiska Ungdomsförbundet) (который был крупнейшим клубом организации), полностью принявший программу партии и решительно занявший антимилитаристскую позицию. В 1905 году союз был принят в качестве нового молодёжного крыла партии вместо «Молодых социалистов». Две ведущие фигуры в последней организации, Карл Г. Шрёдер и Хинке Бергегрен, были исключены в 1908 году, и после этого раскол стал неизбежным. За ними последовала вся организация, и на внеочередном съезде 23-25 августа было принято решение о создании новой партии, Младосоциалистической партии.
«Молодые социалисты» вскоре стали крупным народным движением с 378 местными отделениями по всей стране. «Молодые социалисты» способствовали распространению социалистических идей, в частности, через издания «Brand» и «Lysekils-Kuriren». Журнал «Бранд» представлял читателям различные социалистические идеологии, такие как синдикализм, анархизм, марксизм. «Молодые социалисты» также не придерживались какой-либо единой конкретной идеологии, несмотря на выраженные анархические тенденции.
Существует расхожее мнение, что Младосоциалистическая партия и основала профсоюз SAC. На деле процесс был сложнее. Многие в рядах «Молодых социалистов» колебались, планируя создание SAC. Среди прочего, они не хотели раскола шведского профсоюзного движения, и многие из них в то время были активистами профконфедерации Центральное объединение профсоюзов Швеции. Таким образом, организация была раскололота по вопросу о создании нового профцентра. И только после провала Великой забастовки 1909 года было окончательно решено создать новый профсоюз. Отделение Сконе с так называемым Лундским комитетом, куда входил молодой социалист Густав Шёстрём, стало движущей силой этого движения, и в 1910 году была создана Центральная организация рабочих Швеции.
На съезде в 1923 году было принято решение вернуться к прежнему названию организации, и объединение было переименовано в Шведский союз молодых социалистов (Sveriges Ungsocialistiska Förbund, SUF). Конгресс 1934 года снова принял решение об изменении названия, на этот раз на Ассоциацию анархистской пропаганды (Anarkistiska Propagandaförbundet, AP. В 1965 году организация снова сменила название, теперь на Анархистскую федерацию (Anarkistiska Federatione, AF). В конце 1960-х годов организация была окончательно расформирована.

## Известные члены
- Йон Андерссон
- Хинке Бергегрен
- Рагнар Каспарссон
- Май Хирдман
- Хильма Хофстедт
- Аксель Хольмстрём
- Альберт Йенсен
- Леон Ларссон
- Антон Нильсон
- Карл Г. Шрёдер
- Густав Шёстрём